# 大島杏子
大島 杏子（おおしま きょうこ、1986年8月5日 - ）は、日本の元体操選手。東京都出身。朝日生命体操クラブ出身。朝日生命所属。
藤村女子高等学校、明星大学通信教育課程人文学部心理・教育学科卒業 。得意種目はゆか。コーチは塚原千恵子。

## 経歴
- 体操を始めたのは6歳 (1992年)から。きっかけは幼少の頃に見たサーカス。
- 2002年-NHK杯個人総合で初のタイトルを獲得。世界選手権(デブレツェン)に初出場を果たす。
- 2003年-世界選手権(アナハイム)に出場するも、アテネオリンピック団体出場権を逃す。
- 2004年-アテネオリンピックに個人総合で出場するも、腰痛（椎間板ヘルニア)が原因で予選落ち。
- 2005年-世界選手権(メルボルン)では個人総合決勝に進むも、19位と散々な結果に終わる。一度は引退を考えたが、その悔しい経験から現役続行を決意。
- 2006年-世界選手権(オーフス)に出場も、個人総合で34位と振るわず、前回に続いての決勝進出を逃すが、アジア大会（ドーハ）では団体と種目別のゆかで銅メダルを獲得。日本人選手のアジア大会における女子体操個人競技でのメダル獲得は1998年のバンコク大会で菅原リサが種目別ゆかでの銅メダル以来2大会ぶりの快挙を成し遂げ、エースとしての面目を保った。
- 2007年-世界選手権（シュトゥットガルト)に出場。団体で12位に入り、目標としていた北京オリンピックの団体出場権を獲得[2]。｢直前の練習で左足首をねんざしたけど、大事な試合なので絶対出たかった。世界選手権も5回目なので、自分がカバーしないといけないと思っていた。目標は一つだったので、みんなでカバーできた｣と涙ながらに喜びを表した。
- 2008年-NHK杯個人総合で2度目の優勝を果たし、復活。2大会連続でオリンピック代表に選出された。北京オリンピックでも安定した演技でロサンゼルスオリンピック以来となる団体総合での5位入賞に貢献。個人総合でも決勝進出を果たし、20位の成績を修めた。
- 2009年-自身6度目となる世界選手権（ロンドン）に出場も、種目別のゆかと段違い平行棒の予選でミスを犯し、予選落ち（個人総合予選は122位で予選落ち）。試合後、「情けない。自分が甘かった」と悔し涙を流し、「こんな気持ちでは辞めたくない。3年後にリベンジすることに決めた」と現役続行を表明した。
- 2010年-通算7度目となる世界選手権（ロッテルダム）代表に選ばれる。怪我のために団体のメンバーに入ることはできなかったが、クラブの後輩でもある鶴見虹子ら他の選手をサポートし、団体総合の5位入賞を陰で支えた。同年11月のアジア大会（中国・広州）では団体総合で銀メダルを獲得し、自身にとって2大会連続のメダル獲得となった。同年12月の全日本種目別では段違い平行棒で優勝。自身の競技生活で唯一の全日本タイトル獲得となった。
- 2011年の世界選手権でロンドンオリンピックの団体出場権獲得に貢献したものの、2012年、オリンピック代表を逃したことから、同年の全日本団体・種目別を最後に現役引退を表明。20年の競技生活にピリオドを打った。今後はアメリカに渡り、指導者を目指すという。